# Контукук (Нью-Гемпшир)
Контукук (англ. Contoocook) — переписна місцевість (CDP) в США, в окрузі Меррімак штату Нью-Гемпшир. Населення — 1427 осіб (2020).

## Географія
Контукук розташований за координатами 43°13′50″ пн. ш. 71°42′47″ зх. д. / 43.23056° пн. ш. 71.71306° зх. д. (43.230669, -71.713132).  За даними Бюро перепису населення США в 2010 році переписна місцевість мала площу 6,23 км², з яких 5,96 км² — суходіл та 0,27 км² — водойми.

## Демографія
Згідно з переписом 2010 року, у переписній місцевості мешкали 1444 особи в 610 домогосподарствах у складі 397 родин. Густота населення становила 232 особи/км².  Було 638 помешкань (102/км²).
Расовий склад населення:
| - 97,9 % — білих - 0,7 % — чорних або афроамериканців - 0,3 % — азіатів - 0,2 % — корінних американців |

До двох чи більше рас належало 0,8 %. Частка іспаномовних становила 1,2 % від усіх жителів.
За віковим діапазоном населення розподілялося таким чином: 23,1 % — особи молодші 18 років, 59,0 % — особи у віці 18—64 років, 17,9 % — особи у віці 65 років та старші. Медіана віку мешканця становила 45,0 року. На 100 осіб жіночої статі у переписній місцевості припадало 100,6 чоловіків;  на 100 жінок у віці від 18 років та старших — 95,9 чоловіків також старших 18 років.
Середній дохід на одне домашнє господарство  становив 78 679 доларів США (медіана — 84 083), а середній дохід на одну сім'ю — 91 523 долари (медіана — 90 833). За межею бідності перебувало 3,2 % осіб, у тому числі 0,0 % дітей у віці до 18 років та 0,0 % осіб у віці 65 років та старших.
Цивільне працевлаштоване населення становило 1076 осіб. Основні галузі зайнятості: освіта, охорона здоров'я та соціальна допомога — 26,3 %, мистецтво, розваги та відпочинок — 23,8 %, роздрібна торгівля — 18,7 %.